# Hamars
Hamars – miejscowość i dawna gmina we Francji, w regionie Normandia, w departamencie Calvados. W dniu 1 stycznia 2016 roku z połączenia pięciu ówczesnych gmin – Caumont-sur-Orne, Curcy-sur-Orne, Hamars, Saint-Martin-de-Sallen oraz Thury-Harcourt – powstała nowa gmina Le Hom. W 2013 roku populacja Hamars wynosiła 449 mieszkańców. 